# اوه خدای من ۲
اوه خدای من ۲ (به انگلیسی: OMG 2) فیلمی هندی محصول سال ۲۰۲۳ و به کارگردانی آمیت رای است. در این فیلم بازیگرانی همچون آکشی کومار، پانکاج تریپاتی، یامی گوتام و پاوان مالهوترا ایفای نقش کرده‌اند.
این فیلم دنباله معنوی فیلم اوه خدای من! است.